# Chengdu J-7
Thành Đô Tiêm-7 (tiếng Trung: 歼-7; phiên bản xuất khẩu có tên là F-7; tên ký hiệu NATO: Fishcan) là một loại máy bay tiêm kích được Trung Quốc sản xuất theo giấy phép của Mikoyan-Gurevich MiG-21 của Liên Xô, và do đó nó có nhiều điểm tương đồng với MiG-21. J-7 trang bị tên lửa không đối không tầm ngắn dẫn đường hồng ngoại và được thiết kế chủ yếu để không chiến tầm gần, cũng như để hỗ trợ không lực tầm gần.
Ngày 30 tháng 3 năm 1962, Liên Xô và Trung Quốc ký thỏa thuận chuyển giao công nghệ liên quan đến MiG-21. Trong khi nhiều bộ dụng cụ, linh kiện, các tài liệu liên quan được chuyển đến Nhà máy Máy bay Thẩm Dương, nhưng vẫn chưa có đầy đủ tài liệu thiết kế, vì vậy các nhà thiết kế Trung Quốc được cho là đã nỗ lực thiết kế J-7 bằng kỹ nghệ đảo ngược dựa trên MiG-21. Mặc dù cả hai máy bay rất giống nhau nhưng vẫn có điểm khác biệt nằm ở hệ thống thủy lực và cách bố trí nơi chứa nhiên liệu bên trong. Tháng 3 năm 1964, việc sản xuất J-7 trong nước bắt đầu tại Nhà máy Máy bay Thẩm Dương, nhưng do nhiều yếu tố khác nhau trong đó có Đại Cách mạng Văn hóa vô sản, việc sản xuất hàng loạt chỉ thực sự diễn ra trong thập niên 1980. Nhiều mẫu J-7 đã được phát triển và cải tiến ở các bộ phận vũ khí, hệ thống điện tử hàng không và thiết kế cánh.
J-7 chủ yếu được sử dụng bởi Không quân Quân Giải phóng Nhân dân Trung Quốc (PLAAF), nhưng nhiều nước khác cũng đặt mua để trang bị cho không quân của họ. Bên ngoài Trung Quốc, lực lượng quân sự sử dụng J-7 nhiều nhất là Không quân Pakistan. Các dòng máy bay thế hệ sau của Trung Quốc như máy bay tiêm kích đánh chặn Shenyang J-8, được phát triển dựa trên những bài học rút ra từ chương trình J-7. Một số quốc gia trong đó có Zimbabwe, Tanzania và Sri Lanka đã triển khai J-7 trong vai trò tấn công.
Năm 2013, J-7 bị ngừng sản xuất sau khi bàn giao 16 chiếc F-7BGI cho Không quân Bangladesh. Các máy bay tiêm kích đời sau, ví dụ như JF-17 Thunder đã thành công hơn trên thị trường xuất khẩu. Cho đến nay, một lượng lớn J-7 vẫn đang hoạt động trong không quân của nhiều quốc gia, và PLAAF dự kiến sẽ loại khỏi biên chế vào năm 2023.

## Thiết kế và phát triển
Vào thập niên 1950 và đầu thập niên 1960, Liên Xô đã chia sẻ với Trung Quốc nhiều công nghệ vũ khí quy ước của mình. Một trong số đó là công nghệ về loại máy bay tiêm kích-đánh chặn tầm gần nổi tiếng MiG-21. Nó trang bị một động cơ và được thiết kế trên một khung thân đơn giản, loại tiêm kích này có giá thành rẻ nhưng có tốc độ bay nhanh. Tuy nhiên, cuộc khủng hoảng Xô-Trung đã kết thúc sự hợp tác giữa 2 nước trong việc nghiên cứu phát triển và chuyển giao công nghệ MiG-21, từ 28/7 đến 1/9 /1960, Liên Xô rút các chuyên gia của mình ở Trung Quốc về nước, dẫn đến đề án nghiên cứu MiG-21 của Trung Quốc buộc phải ngừng lại.
Tuy nhiên, đến năm 1961 Liên Xô lại cho phép Trung Quốc sản xuất MiG-21F cùng động cơ của nó. Đồng thời cho phép Trung Quốc cử chuyên gia sang Liên Xô học tập để chuyển giao công nghệ, ngay lập tức Trung Quốc cử các nhóm chuyên gia tới học tập, tham quan các nhà máy chế tạo MiG-21, lúc đó các nhà máy này rất hạn chế cho phép người nước ngoài tham quan. Chiếc J-7 đầu tiên sử dụng các linh kiện được sản xuất tại Trung Quốc bắt đầu được lắp ráp từ đầu năm 1964. Chuyến bay đầu tiên của J-7 do nhà máy ở Shenyang (Thẩm Dương) sản xuất được thực hiện vào ngày 17 tháng 1 năm 1966 và chiếc J-7I do nhà máy ở Chengdu (Thành Đô) sản xuất bắt đầu bay từ tháng 6 năm 1967. Cả hai biên thể này đều được sản xuất hang loạt với số lượng lớn.
Tiếp đó, các biến thể mới hơn là J-7II/J-7B được phát triển từ năm 1975 và đưa vào sản xuất tử tháng 9 năm 1979. Các mẫu F-7M và J-7III được bắt đầu thực hiện từ năm 1981. Các chuyên gia đánh giá là mẫu J-7III có tính năng tương đương với biến thể MiG-21MF của Liên Xô. J-7III bay thử lần đầu ngày 26 tháng 4 năm 1984. Những chiếc J-7III được phát triển dưới sự hợp tác của các nhà máy ở Chengdu và Guizhou (Quý Châu) (GAIC) bắt đầu được trang bị cho Không quân và Không quân hải quân của Quân giải phóng nhân dân Trung Hoa từ năm 1992. Một nỗ lực phát triển nữa được tập trung vào biến thể F-7M Airguard và bắt đầu sản xuất từ tháng 12 năm 1984.
Năm 1988, 20 chiếc đầu tiên trong tổng số 60 chiếc F-7M Skybolt đã được Trung Quốc chuyển giao cho Pakistan. Việc nâng cấp phát triển dòng Super-7 của Trung Quốc dưới sự trợ giúp kỹ thuật của Hoa Kỳ đã bị đình lại sau khi diễn ra Sự kiện Thiên An Môn năm 1989.
Cho tới năm 1989, mỗi tháng Trung Quốc sản xuất được tới 14 chiếc, chủ yếu là để xuất khẩu. J-7 là mẫu được Trung Quốc sản xuất và sử dụng rộng rãi nhất, thay thế cho mẫu J-6 (biến thể của MiG-19 của Trung Quốc) cũ hơn. Tới năm 1995 vẫn có nhiều máy bay J-7 được xuất xưởng. Dựa trên kinh nghiệm thu được từ chương trình J-7, Trung Quốc đã phát triển mẫu Shenyang J-8 dựa trên các thông tin kỹ thuật chưa hoàn chỉnh về loại máy bay Ye-152 phát triển dang dở của Liên Xô.
Nhìn chung các phiên bản cuối của J-7 có thể tiệm cận tính năng của Mig-21, những vẫn thua kém rất xa các phiên bản Mig-21 cải tiến của Liên Xô sau này, còn những loại đầu tiên chỉ đạt tiêu chuẩn của Mig-19. Chỉ có những mẫu sau cùng mới áp dụng một số công nghệ của Israel là có chất lượng cao hơn được sử dụng cho đến bây giờ. Với trình độ công nghệ thấp, thiết bị dẫn đường và điều khiển lạc hậu nên nó gặp tai nạn trong khi bay cũng là điều không lạ..
Máy bay không thể đáp ứng được yêu cầu huấn luyện chứ không nói là nhiệm vụ tác chiến và bị chuyển sang tuyến 2. Tuy đã ngừng sử dụng nhưng cho đến năm nay Trung Quốc vẫn tiếp tục xuất khẩu loại máy bay "đồ cổ", được chế tạo theo công nghệ cách đây đã 60 năm, với thiết kế lạc hậu, trình độ công nghệ thấp, thiết bị dẫn đường và điều khiển đã lỗi thời. Chính vì thế, thị trường yêu thích của J-7 là những nước nghèo.

## Lịch sử hoạt động
Nhiệm vụ chủ yếu của F-7 là cường kích. Trong các nhiệm vụ đối không, hiếm khi nó tham gia vào các cuộc không chiến tầm gần.

### Châu Phi
Namibia
Các nguồn thông tin của Trung Quốc cho biết, Trung Quốc đã chuyển giao FT-7NG cho Namibia vào tháng 11/2006. Không quân Namibia đã đặt mua 12 chiếc 12 Chengdu F-7NM vào tháng 8/2005. Có thể đây là một biến thể của F-PG của Pakistan.
Nigeria

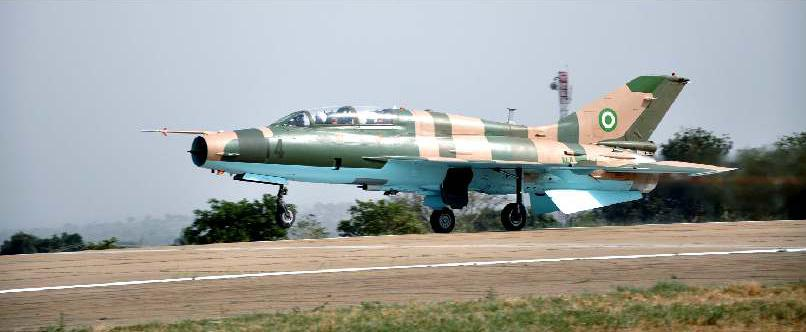
Một chiếc F-7NI của Nigeria.

Vào đầu năm 2008, Nigeria đặt mua 12 chiếc tiêm kích F-7NI và 3 chiếc huấn luyện FT-7NI để thay thế những chiếc MiG-21 đã cũ của mình. Lô đầu được giao tháng 12/2007.
Sudan
F-7B được sử dụng trong Nội chiến Sudan trong vai trò cường kích.
Tanzania
F-7A của Không quân Tanzania tham gia Chiến tranh Uganda–Tanzania chống lại Uganda và Libya năm 1979. Sự xuất hiện của nó đã ngăn chặn hiệu quả các cuộc ném bom do Tupolev Tu-22 của Libya thực hiện.
Zimbabwe
Khi Zimbabwe can dự vào Cộng hòa Dân chủ Congo, 6 hoặc 7 chiếc F-7 đã được triển khai tới Lubumbashi và sau đó tới gần Mbuji-Mayi. Từ đó, F-7 của Zumbabwe đã thực hiện hàng chục cuộc tuần tra trên không trong những tháng sau đó, cố gắng ngăn chặn nhưng không thành công các máy bay vận tải cung cấp nhu yếu phẩm, vũ khí và lính cho các đơn vị Rwanda và Burundi ở Congo. Vào cuối tháng 10 năm 1998, F-7 thuộc Phi đoàn 5 được sử dụng trong một cuộc tấn công vào phía đông miền trung Congo. Khởi đầu cho một loạt các cuộc không kích vào các sân bay ở Gbadolite, Dongo và Gmena. Sau đó đến lượt các kho và trạm thông tin của quân Rwanda và quân chống đối ở khu vực Kisangani vào ngày 21/11.

### Châu Âu
Albania
F-7A của Albania đóng tại miền bắc, gần biên giới, nó đã ngăn chặn các cuộc xâm nhập từ phía Nam Tư vào không phận Albania.

### Đông/Đông Nam Á
Trung Quốc
Vào giữa thập niên 1990, PLAAF (Không quân) bắt đầu thay thế J-7B bằng biến thể J-7E, đây là một biến thể được thiết kế lại hầu hết các chi tiết cũ. Cánh của J-7E được thay đổi thành thiết kế cánh "tam giác kép" cho phép cải thiện hình dáng khí động học và tăng lượng nhiên liệu mang theo, J-7E cũng có động cơ mạnh hơn và hệ thống điện tử cải tiến. Phiên bản mới của J-7 là J-7G được đưa vào trang bị của PLAAF vào năm 2003.
Nhiệm vụ của J-7 là phòng không vùng và chiếm ưu thế chiến thuật trên không phận chiến trường. Một số lượng lớn J-7 được triển khai để tiêu diệt các chiến dịch không quân của đối phương.
Myanmar
F-7M có nhiệm vụ ban đầu là tiêm kích đánh chặn, nhưng sau đó chúng lại bị đưa vào kho niêm cất trở thành vũ khí dự trữ vì các loại tiêm kích mới hơn do Myanmar mua.

### Trung Đông
Ai Cập
Mỗi quan hệ giữa Ai Cập và Libya xấu đi khi Ai Cập ký hiệp ước hòa bình với Israel. MiG-21 của Không quân Ai Cập đã bắn hạ MiG-23 của Libya, F-7B được triển khai tới biên giới Ai Cập-Libya cùng với MiG-21 để bảo vệ không phận Ai Cập.
Iran
F-7 của Iran sử dụng trong Chiến tranh Iran-Iraq. Ngày 24/7/2007, một chiếc F-7 của Iran đã bị rơi ở phía bắc miền đông Iran. Máy bay bị rơi do trục trặc kỹ thuật.
Iraq
F-7B do Ai Cập cung cấp vào cuối cuộc chiến tranh Iran–Iraq War, nên chúng chủ yếu được dùng trong các nhiệm vụ cường kích.

### Nam Á
Bangladesh
Không quân Bangladesh (BAF) là một trong những khách hàng lớn nhất của loại F-7, hiện nay họ đang vận hành các phiên bản tiêm kích đánh chặn F-7MB Airguards, F-7MG và F-7BG/G có khả năng không chiến ngoài tầm nhìn (BVR). F-7MB được thay thế bởi loại F-7BG vào năm 2010. BAF cũng nâng cấp F-7MB và F-7BG để có thể sử dụng các loại vũ khí tấn công mặt đất LS-6 và LT-2 do Trung Quốc chế tạo, giúp chúng có khả năng đột kích mạnh.
Pakistan
Pakistan hiện là quốc gia nước ngoài sử dụng F-7 lớn nhất, với khoảng 120 chiếc F-7P và khoảng 60 chiếc F-7PG. Không quân Pakistan sẽ thay thế phi đội F-7 bằng loại tiêm kích đa năng JF-17, tất cả F-7P sẽ được nghỉ hưu và bị thay thế bởi JF-17 Thunder vào năm 2015.
Từ khi được trang bị đã có hơn 30 chiếc J-7 của Pakistan đã bị rơi làm 9 phi công thiệt mạng và gây ra một số vụ cháy nên nó có biệt danh là quan tài bay.
Sri Lanka
Không quân Sri Lanka (SLAF) từng sử dụng 3 chiếc F-7BS cho các nhiệm vụ cường kích tấn công các mục tiêu của LTTE và 3 chiếc FT-7 huấn luyện. Do thiếu bảo dưỡng và một số vấn đề khác, nên SLAF dùng F-7 để huấn luyện phi công.
Đầu năm 2008, không quân nhận thêm 6 chiếc F-7G cải tiến, được sử dụng vào nhiệm vụ tiêm kích đánh chặn. Tất cả F-7G, F-7B và FT-7 đều thuộc biên chế của Phi đoàn 5 SLAF.
Ngày 9/9/2008, các quan chức Sri Lanka thông báo, 3 chiếc F-7 của Không quân Sri Lanka bám theo 2 chiếc Zlín-143 của phiến quân, chúng bị radar mặt đất phát hiện, 2 F-7 chiếc được cử đi ném bom sân bay của phiến quân ở Mullaitivu và Kilinochchi, chiếc F-7 thứ 3 đã đánh chặn một chiếc ZLin-143, kết quả là chiếc ZLin-143 bị bắn hạ bởi tên lửa không đối không từ chiếc F-7.

## Biến thể
Do sự Chia rẽ Trung – Xô, tên gọi MiG-21 không được sử dụng ở Trung Quốc và được gọi thay là Type 1962. Tên gọi chính thức Kiểu 62 sau đó được sử dụng để chỉ những chiếc MiG-21F-13 được Trung Quốc lắp ráp theo giấy phép từ bộ linh kiện do Liên Xô cung cấp.
Về sau có khoảng 48 biến thể của J-7, chúng được liệt kê dưới đây.

### Các biến thể của Trung Quốc

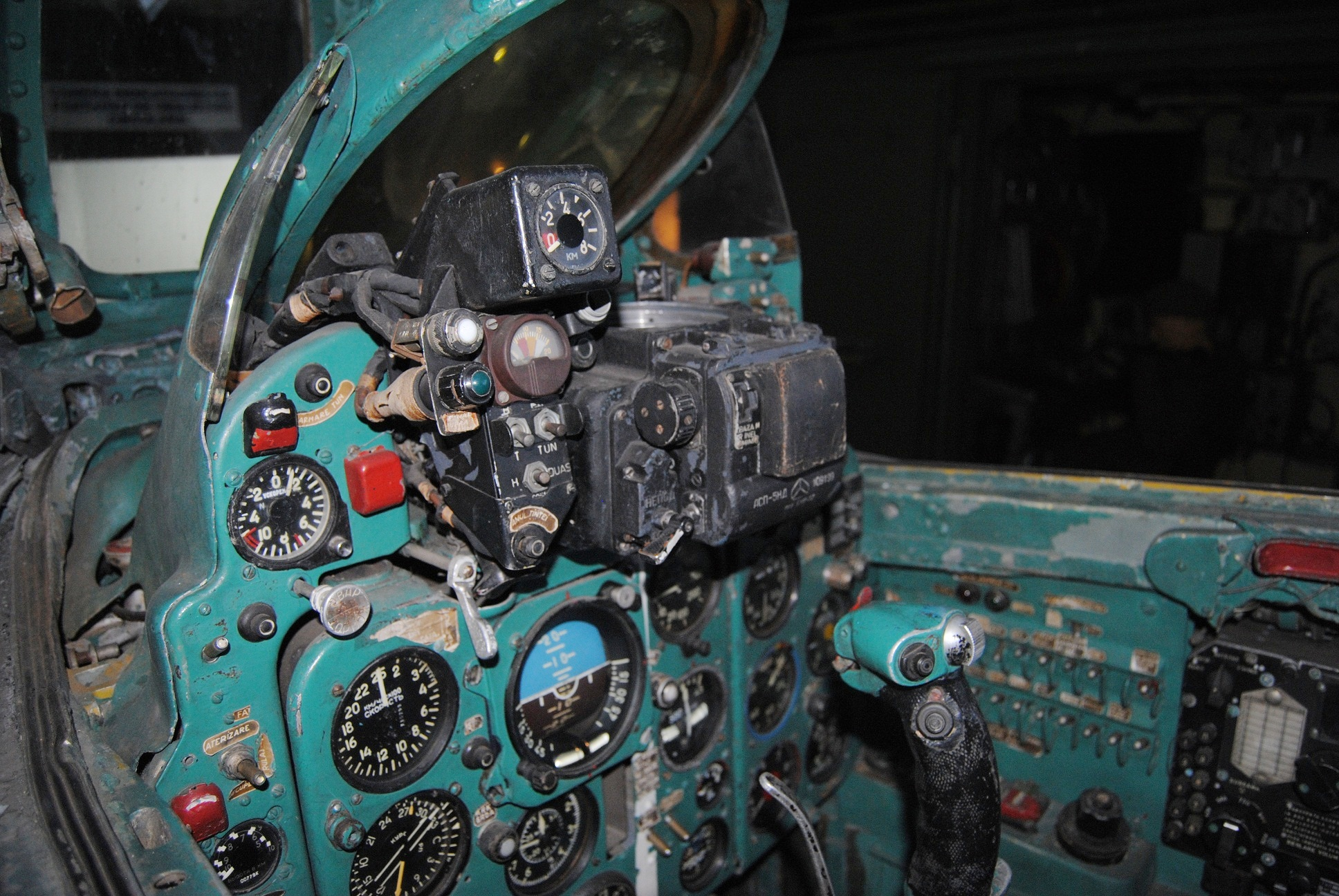
Khoang lái MiG-21F-13

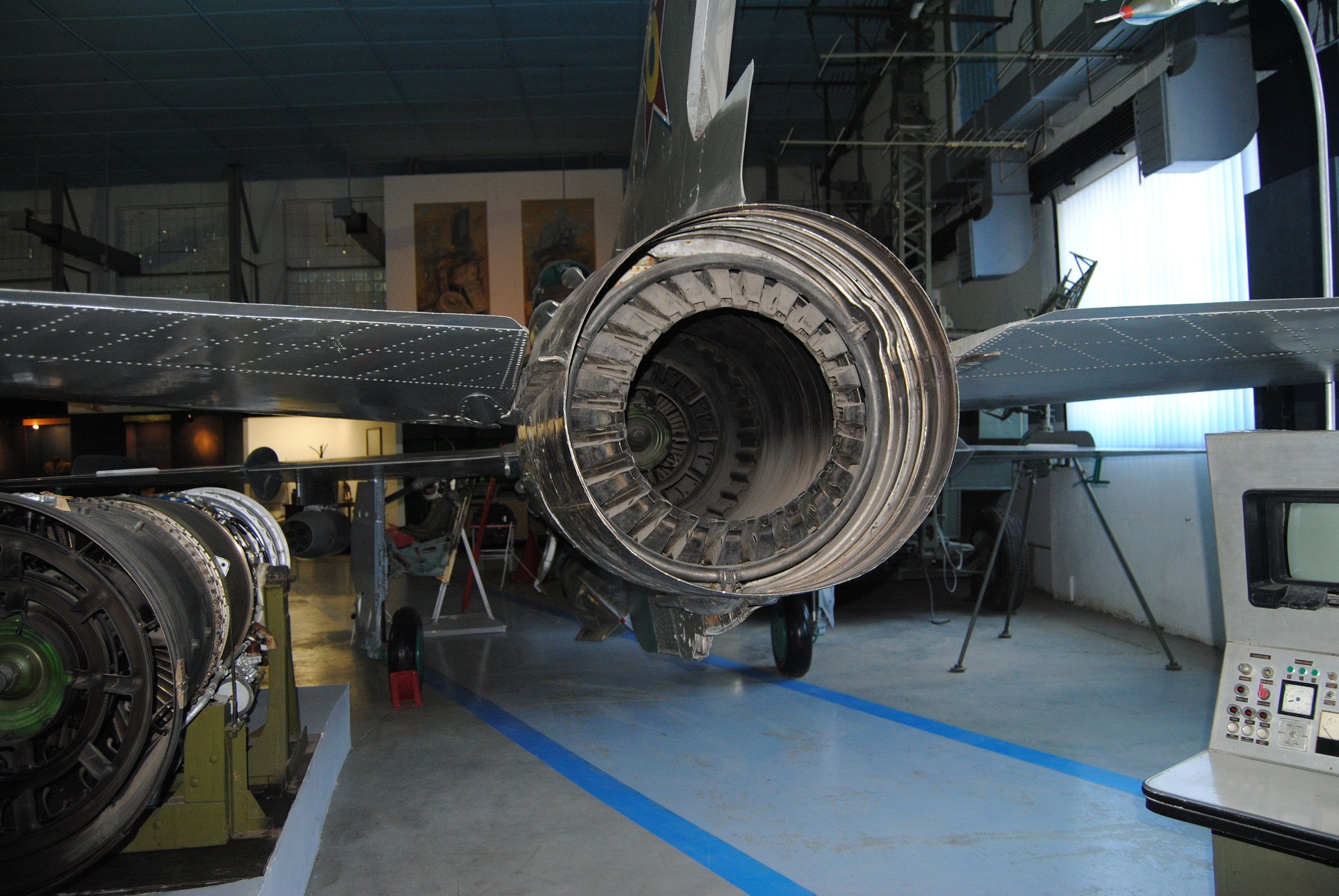
Phía sau đuôi MiG-21F-13

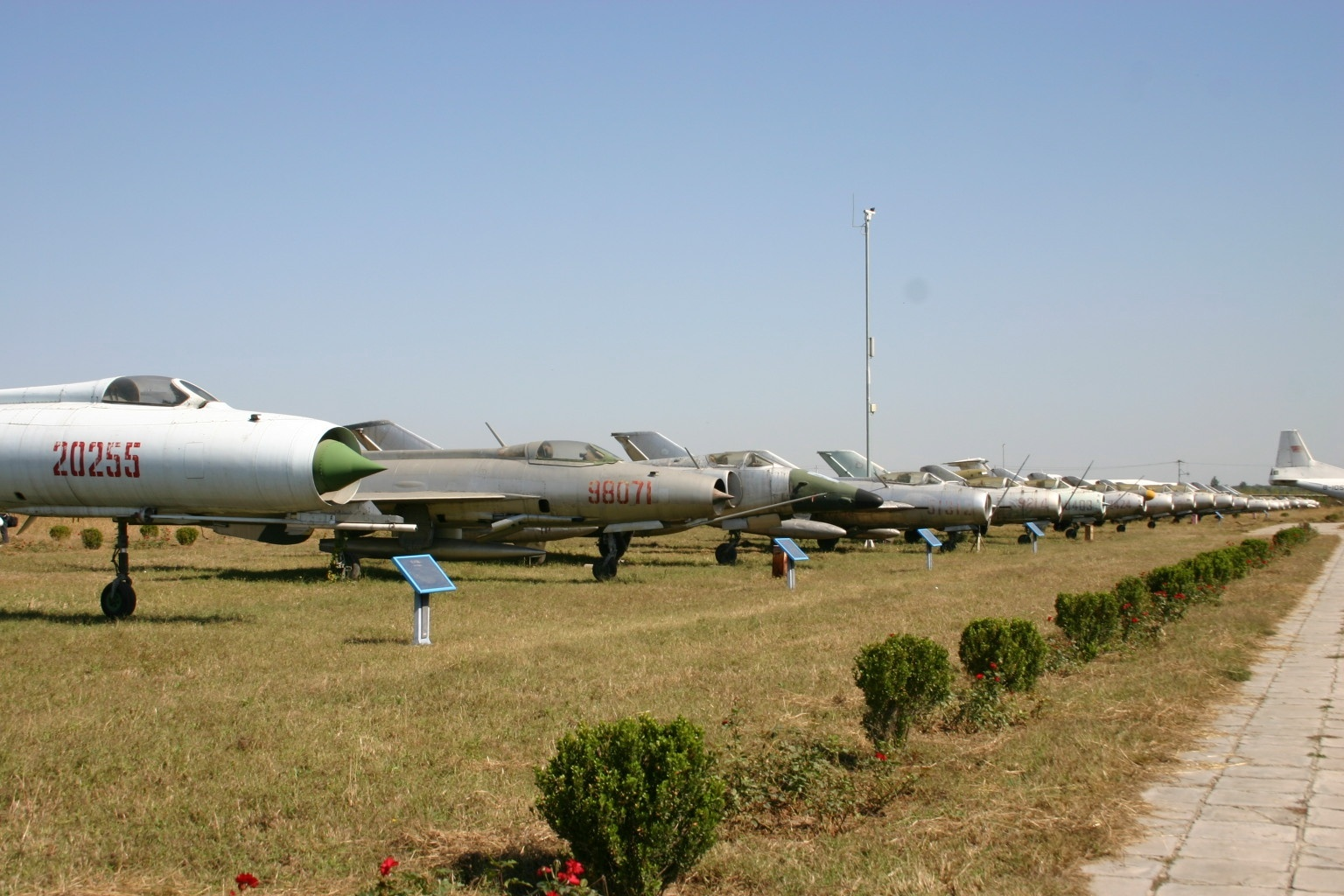
Retired PLAAF MiG-21F-13 (Type 1962/62) at Chinese Aviation Museum.

- Type 1962 hay Type 62 (kiểu 62) – 12 chiếc MiG-21F-13 nhập khẩu và đưa vào biên chế Không quân Quân Giải phóng Nhân dân Trung Quốc vào tháng 11 năm 1962 [20][21] Những chiếc này là những mẫu đầu được sản xuất của máy bay MiG-21F-13. Type 62 15 chiếc MiG-21F-13 do Trung Quốc lắp ráp từ các bộ linh kiện do Liên Xô cung cấp. Lô đầu tiên gồm 10 chiếc được giao cho Không quân Quân Giải phóng Nhân dân Trung Quốc vào tháng 9 năm 1964, tiếp theo là 5 chiếc còn lại trong lô thứ 2 được giao vào tháng 2 năm 1965.[20][22]
- J-7 – bản sao đầu tiên của MiG-21-F-13 "Fishbed-C" do Shenyang Aircraft Factory (SAF – Công ty máy bay Thẩm Dương) thực hiện vào năm 1966, Đợt 1 được Trung Quốc 100% nội địa hóa. Thân máy bay chắc chắn hơn MiG-21F-13 khoảng 7% về khả năng chịu lực, đạt được nhờ bổ sung thêm nhiều vật liệu hơn, nhưng điều này cũng có nghĩa là J-7 nặng hơn có khả năng cơ động kém hơn một chút so với MiG-21F-13. <ref name = J70/> [22] J-7 được trang bị phiên bản sao chép của radar tầm xa SRD-5 được ký hiệu là CL, viết tắt của Ce-Ju (测距, nghĩa là máy quang trắc trong tiếng Trung) Lei-da (雷达, nghĩa là radar trong tiếng Trung Quốc). Tầm hoạt động của radar CL chỉ có 3 km, ngắn hơn đáng kể so với phạm vi 7 km của SRD-5 nguyên bản trên MiG-21F-13. trang bị động cơ WP-7 (bản sao động cơ R-11F-300). Chỉ có 12 chiếc được chế tạo do những biến động chính trị khi đó, Đại Cách mạng Văn hóa vô sản làm trì hoãn quá trình sản xuất theo kế hoạch.[23][24]
  - J-7 drone – Những chiếc J-7 đã nghỉ hưu được chuyển đổi cho các mục tiêu bay trên không.[25]

Một chiếc J-7I tại Bảo tàng Hàng không ở ngoại ô Beijing. Dưới cánh là tên lửa PL-2.

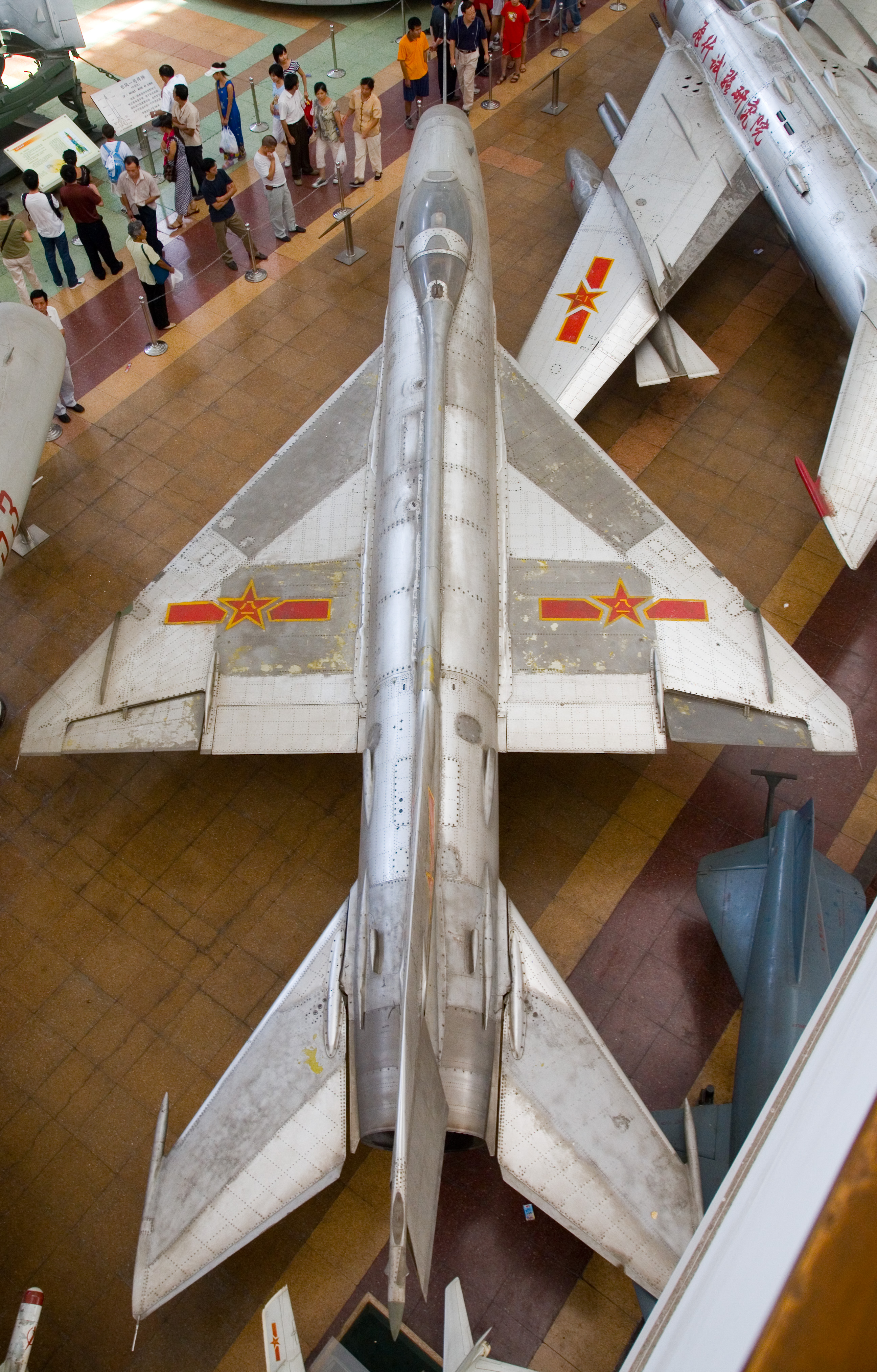
Một chiếc J-7I nhìn từ trên xuống.

- J-7I – Biến thể cải tiến của J-7 do hãng Chengdu Aircraft Industry Corp (CAC - Tập đoàn Công nghiệp máy bay Thành Đô) chế tạo vào năm 1967, lối dẫn khí cố định ở J-7 được thay thế bởi một cửa dẫn khí có thể thay đổi, vũ khí có 2 khẩu pháo 30 mm, có dù hãm ở đuôi, động cơ WP-7 được giữ lại. Việc sản xuất và trang bị cho PLAAF và PLANAF rất hạn chế do lỗi thiết kế, các vấn đề kiểm soát chất lượng và hiệu năng kém. Vào thập niên 1960, ngày sau khi PLAAF được trang bị tên lửa không đối không PL-2, J-7I được cải tiến để mang tên lủa PL-2 nhằm tiêu diệt các UAV trinh sát của Không quân Mỹ và đồng mình. Do đầu nổ của PL-2 được thiết kế để tiêu diệt các máy bay lớn hơn UAV, nên việc trang bị PL-2 cho J-7I đánh chặn UAV đã không thành công ở một mức độ nào đó. Sau đó J-7I đã thành công khi bắn hạ UAV của Không quân Mỹ bằng đạn phản lực không đối không.[26]
- J-7I (sửa đổi) – Một trong những sai sót về chất lượng lớn nhất của J-7 là hệ thống thủy lực của nó, cụ thể là vấn đề rò rỉ. 70% số J-7 trong một số đơn vị của PLAAF phải nằm dưới căn cứ do vấn đề này, do đó một cuộc cải tiến thiết kế lại đã được thực hiện để giải quyết vấn đề này. Kết quả là J-7I (sửa đổi) có hệ thống thủy lực tốt hơn, dù hệ thống này không đạt được tiêu chuẩn của Phương Tây vào thời điểm đó, nhưng chất lượng đã được cải thiện rất nhiều so với hệ thống trước đó, và do đó được các đơn vị trang bị J-7 chấp nhận sử dụng.
- J-7II – Biến thể J-7I cải tiến được chế tạo vào thập niên 1970, có khả năng làm nhiệm vụ tiêm kích mọi thời tiết hạn chế, trang bị pháo 30 mm, có một động cơ WP-7B. Có thay đổi về nắp buồng lái và ghế phóng.
- J-7IIA – Biến thể J-7II cải tiến với hệ thống điện tử của phương Tây, như HUD (Kính chuẩn trực đường bay) Type 956 của Anh, biến thể này trở thành một tiêu chuẩn của dòng tiêm kích J-7 sau này.
- J-7IIM – Gói chuyển đổi nâng cấp J-7 nội địa của Trung Quốc lên chuẩn F-7M.
- J-7IIH – Biến thể J-7II cải tiến tăng cường khả năng cường kích. Đây là mẫu J-7 đầu tiên có một màn hình hiển thị đa chức năng, đặt ở góc trên bên phải của bảng điều khiển.[27] J-7IIH là tiêm kích J-7 đầu tiên có thể sử dụng tên lửa không đối không PL-8.[28]
- J-7IIK – Gói chuyển đổi để nâng cấp J-7 nội địa Trung Quốc lên chuẩn J-7MP/F-7MP/F-7P, sau khi có những kinh nghiệm thu được từ J-7MP.
- J-7III – Bản sao chép MiG-21MF "Fishbed-J", có thể chiếc MiG-21MF này do Ai Cập cung cấp[29] do Chengdu Aircraft Industry Corp. (CAC) chế tạo, trang bị radar điều khiển hỏa lực JL-7 (trọng lượng 100 kg, tầm hoạt động tối đa 28 km, thời gian trung bình giữa hai lần hỏng hóc là 70 giờ), động cơ tuabin Liyang WP-13, HUD/hệ thống điện tử mới, tăng khả năng chứa nhiên liệu. Sản xuất hạn chế với khoảng 20-30 chiếc.
- J-7B – Sự khác biệt rõ nhất giữa phiên bản này với các phiên bản khác là nắp buồng lái nhỏ hơn và của sổ nhỏ đằng sau nắp buồng lái trên các phiên bản trước bị thay thế bằng nắp buồng lái lớn hơn trnee phiên bản này.
- J-7BS – Phiên bản J-7 đầu tiên có 4 giá treo dưới cánh.
- J-7E – Phiên bản cải tiến của J-7II, phát triển vào năm 1987 để thay thế cho J-7II/F-7B. Có cánh tam giác kép, động cơ tuabin WP-13F, radar Super Skyranger của hãng GEC-Marconi Vương quốc Anh, tăng sức chứa nhiên liệu, cải thiện hiệu năng. Sức cơ động tăng 45% so với J/F-7M, quãng đường cất hạ cánh giảm xuống 600 mét, so với đường cất cánh 1000 m và hạ cánh 900 m của các phiên bản J-7 trước đó.[30] J-7E là phiên bản đầu tiên của dòng J-7 kết hợp HOTAS, đây là một tiêu chuẩn cho các phiên bản sau. Phiên bản này cũng là phiên bản đầu tiên của dòng J-7 được nâng cấp với hệ thống hiển thị bay trên mũ phi công (HMS), tuy nhiên, có báo cáo nói rằng HMS không tương thích với radar, nên tên lửa không đối không phải điều khiển bằng HMS hoặc bằng radar, không thể dùng cả hai thứ một lúc.
- J-7EB – Một phiên bản không vũ khí được sử dụng cho Đội biểu diễn hàng không Mồng 1 tháng 8 của Không quân Quân giải phóng nhân dân Trung Hoa.
- J-7EH – Phiên bản J-7E dành cho Không quân Hải quân quân giải phóng nhân dân Trung Hoa, nó có thể mang được tên lửa diệt tàu như C-802. Tuy nhiên, do hạn chế của radar máy bay, J-7EH không thể dẫn bắn cho tên lửa diệt tàu sau khi tên lửa phóng đi, việc dẫn bắn phải được hỗ trợ thông tin mục tiêu từ các loại máy bay khác như Y-8X và Harbin SH-5.
- J-7FS – Phiên bản trình diễn công nghệ do CAC chế tạo, thiết kế lại lối dẫn khí và dùng động cơ WP-13IIS. Bay lần đầu năm 1998, chỉ có 2 mẫu thử được chế tạo, sau đó bị J-7MF thay thế.[31]
- J-7G – Phiên bản cải tiến của J-7E do CAC thực hiện, bay lần đầu năm 2002. Trang bị radar KLJ-6E PD mới, đây là radar SY-80, SY là ký hiệu viết tắt của Shen Ying - Trầm oánh trong tiếng Trung. Radar này là một phát triển của Trung Quốc từ loại radar đo cự li Pointer-2500 của Ý được trang bị cho Q-5M, nhưng bản thân Pointer-2500 lại được phát triển từ radar Pointer, một bản sao radar Elta EL/M-2001 của Israel. So với dòng radar Grifo của Ý trang bị cho F-7 của Pakistan, thì SY-80 nặng hơn 60 kg, nhưng tầm hoạt động ngắn hơn chỉ có 30 km. Tuy nhiên, radar này có lợi thế mà các radar của Ý không có, đó là nó có thể tương thích hoàn toàn với HMS, nên radar và HMS có thể làm việc cùng lúc đề điều khiển dẫn bắn cho tên lửa không đối không PL-8/9. 1 pháo 30 mm bị bỏ đi, động cơ mạnh hơn cũng được lắp đặt.[30]
- J-7G2 – Phiên bản cải tiến từ J-7G, có radar mạnh hơn.
- J-7GB – Phiên bản không trang bị vũ khí của J-7G, sử dụng để thay thế J-7EB cho đội biểu diễn hàng không Mồng 1 tháng 8.
- J-7M. – Phiên bản thử nghiệm, được Trung Quốc sử dụng làm mẫu thử radar và hệ thống điện tử tĩnh.
- J-7MF – Phiên bản kế thừa của J-7FS, có lối dẫn khí giống như trên Eurofighter Typhoon, có cánh mũi nhằm tăng khả năng cơ động. Chưa có mẫu thử nào được chế tạo, bị hủy bỏ vì sự xuất hiện của FC-1.
- J-7MG – Phiên bản cải tiến từ J-7E, trang bị radar Super Skyranger của GEC-Marconi với các mảng rãnh phẳng và ghế phóng Martin-Baker. Pakistan và Bangladesh đã mua phiên bản này.
- J-7MP – Sau gần 2 năm sử dụng F-7M, Không quân Pakistan (PAF) đã trả lại 20 chiếc F-7M cho Trung Quốc vào cuối thập niên 1980 và yêu cầu nâng cấp 24 hạng mục, gồm thay thế radar nguyên bản Type 226 Skyranger của GEC-Marconi bằng radar FIAR Grifo-7 của Ý và có thể mang tên lửa AIM-9 Sidewinder. Radar của Ý nặng 55 kg, kiểu anten khe mảng phẳng, tầm hoạt động trên 50 km; trong khi radar của Anh chỉ nặng 42 kg, kiểu anten parabol, nhưng chỉ có tầm hoạt động 15 km. Cả hai loại radar này đều có thời gian giữa 2 lần phát sinh lỗi là 200 giờ. J-7MP là thiết kế đặc biệt theo yêu cầu của Pakistan.
- J-7PG – Thay thế cho J-7MG, giống như J-7MG ngoại trừ radar Grifo-MG của Ý, tăng góc quét từ +/- 20 lên +/- 30 so với bản Grifo-Mk-II của F-7P. Grifo-MG có khả năng chống chế áp điện tử tốt hơn, số lượng mục tiêu có thể theo dõi đồng thời tăng lên 8. Pakistan và Bangladesh đã sử dụng phiên bản này.
- JJ-7. – Phiên bản huấn luyện 2 chỗ của J-7 tương đương với MiG-21U Mongol-A. Do Viện thiết kế máy bay Quý Châu chế tạo đầu tiên và sau đó là Công ty máy bay Quý Châu (hiện nay là Tập đoàn công nghiệp hàng không Quý Châu/GAIC) chế tạo vào năm 1981.[32][33]
- JJ-7I – Phiên bản cải tiến từ JJ-7, tương đương với MiG-21US, trang bị ghế phóng Type-II. Chỉ có một số lượng nhỏ được chế tạo trước khi chuyển sang phiên bản JJ-7II.
- JJ-7II – JJ-7I trang bị hệ thống điện tử Rockwell Collins và trở thành tiêu chuẩn của các phiên bản J-7 sau này.
- JL-9 (FTC-2000). – Hay còn gọi là FTC-2000 Sơn Ưng, máy bay huấn luyện 2 chỗ mới bắt nguồn từ JJ-7. Do GAIC chế tạo vào đầu thập niên 2000, nó có chi phí thấp nhằm thay thế cho JJ-7.[34]
- JZ-7 – Phiên bản trinh sát của J-7, tương đương với MiG-21R. Ngoài chức năng trinh sát ảnh, đây cũng là máy bay đầu tiên được trang bị thiết bị trinh sát ESM (Trinh sát của phương tiện vô tuyến điện tử) do Trung Quốc tự phát triển.
- J-7 Drone. – Phiên bản J-7 không người lái điều khiển từ xa, hầu hết được chuyển đổi từ mẫu tiêm kích J-7I.

### Biến thể xuất khẩu
- F-7IIA – Phiên bản xuất khẩu của J-7IIA, trang bị động cơ WP-7BM, ghế phóng cải tiến và hệ thống điện tử của GEC-Marconi là Type956 HUD/ Weapons Aiming Computer.
- F-7IIN – 22 chiếc F-7M sửa đổi bán cho Zimbabwe, lắp hệ thống điện tử của Trung Quốc thay cho hệ thống điện tử của phương Tây, lắp radar JL-7A. Có nguồn nói rằng vào năm 2005 các máy bay tiêm kích đã được nâng cấp.
- F-7III – Phiên bản xuất khẩu của J-7III, có giá treo tương thích với tên lửa không đối không của Pháp là R550 Magic.
- J-7IIIA. –J-7III/F-7-3 cải tiến với radar JL-7A và động cơ tuabin WP-13FI, hợp tác phát triển giữa CAC và Guizhou Aviation Industry Group (GAIG). Sản xuất hạn chế khoảng 20-30 chiếc. Có phần lưng máy bay giống MiG-21PF và PFMA.[29]
- F-7A – Phiên bản xuất khẩu hạn chế của J-7 không có hậu tố với động cơ WP-7B, 1 pháo 30mm, và 2 giá treo dưới cánh. Xuất khẩu cho Albania và Tanzania. Vì chính sách hỗ trợ nước ngoài của Mao Trạch Đông vào thời điểm đó, nên phiên bản xuất khẩu này được vũ trang tốt hơn so với phiên bản nội địa.[32]
- F-7B – Phiên bản xuất khẩu của J-7II, có thể sử dụng tên lửa không đối không R550 Magic của Pháp. Bán cho Ai Cập (tổng cộng 150 chiếc F-7B và F-7M), Iraq, và Sudan giai đoạn 1982-1983.
- F-7BG – 16 chiếc được giao cho Bangladesh năm 2006 gồm 4 chiếc FT-7BG hai chỗ. Có thể mang thiết bị trinh sát gắn ngoài.
- F-7BS – Phiên bản xuất khẩu của J-7BS bán cho Sri Lanka. Không có HUD.
- F-7D – Phiên bản xuất khẩu của J-7IIIA có thể sử dụng tên lửa không đối không R550 Magic.
- F-7M Airguard – Biến thể cải tiến của J-7II dùng để xuất khẩu với hệ thống điện tử châu Âu, chủ yếu của hãng GEC-Marconi. Chương trình này bắt đầu vào năm 1978 và mất 6 năm để hoàn thành, sau 10 vòng đàm phán. Các hệ thống điện tử của Phương Tây bao gồm:
  - Radar Type 226 Skyranger của Anh: Đây là radar đo cự ly, trọng lượng 41 kg, tầm hoạt động 15 km.
  - HUDAWAC Type 956 của Anh: Đây là hệ thống HUD có máy tính hỗ trợ ngắm bắn, tên đầy đủ là Head-Up Display And Weapon Aiming Computer (Màn hình hiển thị lắp phía trên đầu (phi công) và máy tính điều chỉnh đường ngắm bắn).
  - Máy tính dữ liệu số hóa Type 50-048-02 của Anh.
  - Camera kèm súng Type 2032 của Anh.
  - Radar đo độ cao Type 0101-HRA/2 của Mỹ.
  - Thiết bị đảm bảo liên lạc vô tuyến AD-3400 với tầm hoạt động 400 km trên độ cao 1,2 km.
  - Các cải tiến khác gồm cảm biến dữ liệu không khí nội địa mới CW-1002 được phát triển kết hợp các hệ thống điện tử phương tây, và động cơ WP-7B/WP-7BM.
  - Thiết kế cánh mới làm giảm khoảng cách cất hạ cánh 20%, tăng tính cơ động trong không chiến tầm gần. Có thể sử dụng tên lửa không đối không R550 Magic của Pháp và PL-7 của Trung Quốc. Bán cho Myanma, Ai Cập và Bangladesh vào thập niên 1980.
  - Đóng góp của Pakistan: Dù Pakistan không mua F-7M, và sau đó trả lại 20 chiếc F-7M cho Trung Quốc sau khi đánh giá thử nghiệm, để yêu cầu Trung Quốc cung cấp máy bay tiêm kích tốt hơn (kết quả cuối cùng là F-7MP/P), Pakistan đã đóng góp những hỗ trợ quan trọng cho chương trình F-7M, bao gồm:
    - Vào quý 4/1982, các chuyến bay thử nghiệm cho thấy radar bị nhiễu địa vật nặng. Trung Quốc không có bất kỳ kinh nghiệm nào về loại radar hỗ trợ tấn công mặt đất này của phương Tây, và chưa tìm ra cách giải quyết vấn đề. Không quân Pakistan đã cử phi công (thậm chí cả phi công F-16) sang Trung Quốc để thực hiện các thử nghiệm và giúp giải quyết vấn đề này.
    - Viện 630 của Trung Quốc chịu trách nhiệm cho chương trình F-7M do thiếu cơ sở vật chất và kinh nghiệm tiến hành thử nghiệm vũ khí thực với các hệ thống điện tử phương Tây tiên tiến. Vì vậy vào tháng 6/1984 tới tháng 9/1984, 2 chiếc F-7M đã được gửi sang Pakistan để thực hiện các thử nghiệm. Không quân Pakistan một lần nữa đưa các phi công F-16 để giúp đỡ hoàn thành các thử nghiệm, đội Trung Quốc tại Pakistan do Trần Bảo Kì (陈宝琦) thuộc Bộ hàng không Trung Quốc và Tạ An Khanh (谢安卿) thuộc Chengdu Aircraft Co đứng đầu.
- F-7MB – 16 chiếc F-7MB được xuất khẩu cho Bangladesh, Có thể mang thiết bị trinh sát gắn ngoài.
- F-7MF – Phiên bản xuất khẩu do Ý đề xuất của J-7MF, trang bị radar FIAR Grifo-M. Kế hoạch này bị hủy bỏ do sự xuất hiện của FC-1/JF-17, nhưng máy bay được sử dụng để thử nghiệm radar FIAR Grifo-S cho FC-1/JF-17.
- F-7MG – Phiên bản xuất khẩu của J-7MG, kính chắn gió 1 mảnh được thay bằng kính chắn gió 3 mảnh của J-7MG. Phát triển thành F-7BG. Zimbabwe mua ít nhất 12 chiếc vào năm 2004.[35]
- F-7MP – Một chiecs J-7MP chuyển đổi từ F-7M. 20 chiếc được giao cho Pakistan. Còn có tên gọi khác là F-7P Skybolt hay F-7P.
- F-7N – Phiên bản xuất khẩu của F-7MP, 18 chiếc bán cho Iran với hệ thống điện tử nội địa của Trung Quốc thay thế hệ thống điện tử của phương Tây. Trang bị radar xung doppler SY-80.

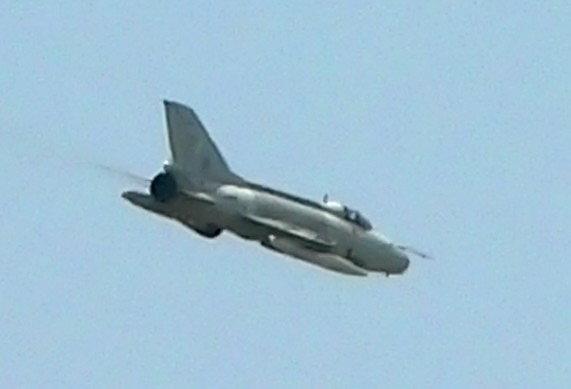
F-7P thuộc Không quân Pakistan F-7P trên bầu trời Lahore.

- F-7P – Skybolt được chế tạo mới hoàn toàn cho Không quân Pakistan (PAF). Tổng cộng có 60 chiếc được chế tạo. Bắt đầu với phiên bản này, F-7 của Pakistan được nâng cấp với radar FIAR Grifo-Mk-II của Ý.

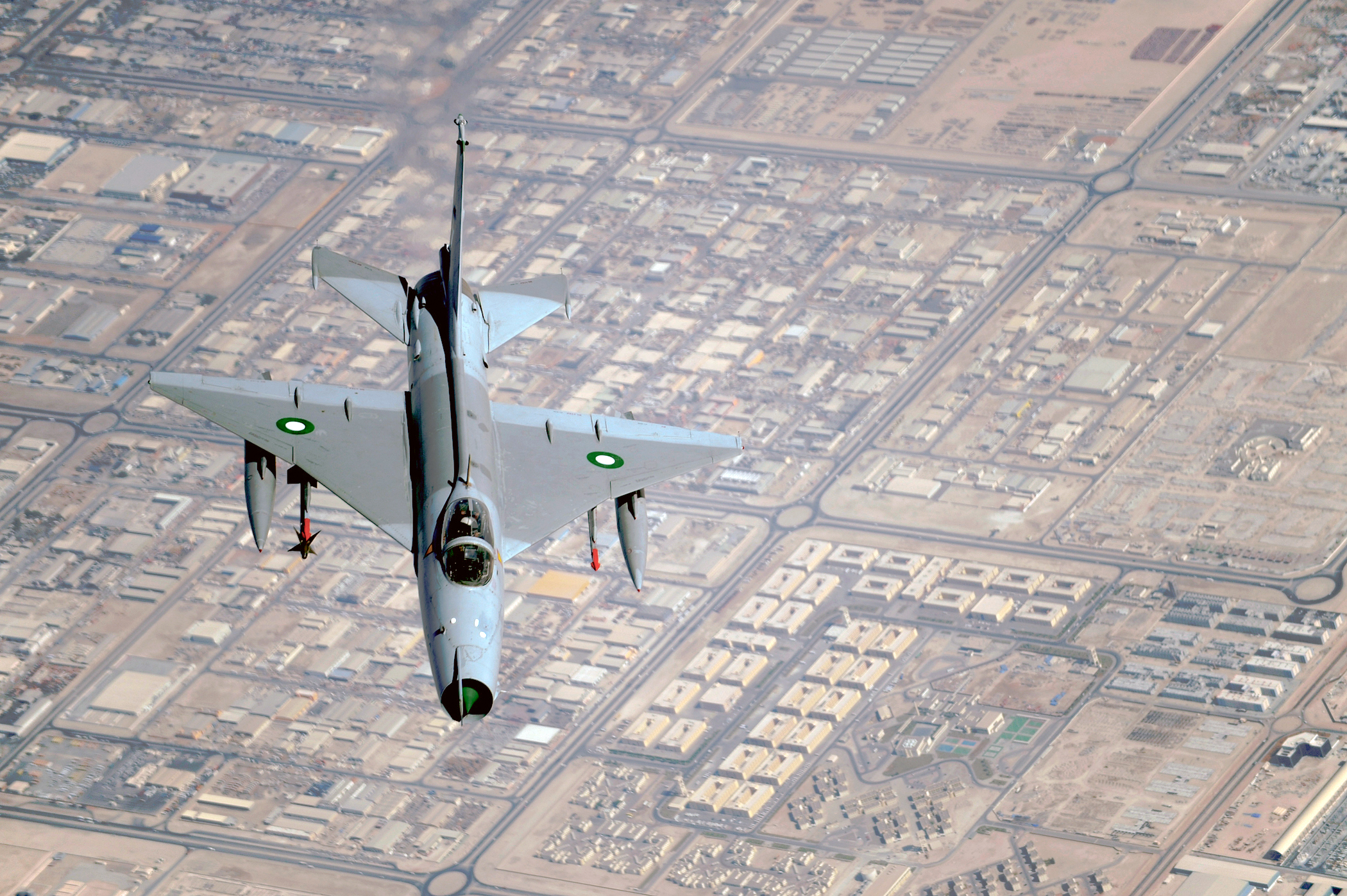
Một chiếc F-7PG của Không quân Pakistan trong một cuộc tập trận.

- F-7PG – Phiên bản xuất khẩu của J-7PG, kính chắn gió 1 mảnh được thay bằng kính chắn gió 3 mảnh của J-7PG. Pakistan đặt mua 80 chiếc chia thành 2 lô gồm 50 chiếc và 30 chiếc. Theo Không quân Pakistan, hiệu năng bay trên độ cao lớn của F-7PG tăng thêm 83% so với F-7P/MP. Trang bị FIAR Grifo-MG.
- F-7W – Phiên bản xuất khẩu đầu tiên của J-7 có HUD. Nắp buồng lái lớn hơn, Jordan là khách hàng đầu tiên, nhưng nó không phục vụ cho Jordan mà lại chuyển sang tay Iraq.
- FT-7 – Phiên bản xuất khẩu của JJ-7. Sử dụng ghế phóng nội địa Type-II.
- FT-7A – Gói chuyển đổi loại máy bay huấn luyện MiG-21U của Liên Xô thành chuẩn Trung Quốc cho các khách hàng như Ai Cập, gồm ghế phóng, nắp buồng lái.
- FT-7B – Phiên bản xuất khẩu của JJ-7II, kiểu J-7 đầu tiên có ghế phóng Martin-Baker.
- FT-7M – Phiên bản huấn luyện của F-7M. Đây là phiên bản huấn luyện đầu tiên của J-7 có HUD, về sau trở thành tiêu chuẩn.
- FT-7P – Phiên bản huấn luyện của F-7MP và F-7P. Không giống như các phiên bản huấn luyện khác của J-7 do Trung Quốc chế tạo không có radar, FT-7P được trang bị radar như trên phiên bản tiêm kích, cho phép nó có khả năng chiến đấu.
- FT-7PG – Phiên bản huấn luyện FT-7 của F-7PG cho Không quân Pakistan.
- Super-7 – gói nâng cấp từ Anh cho F-7M vào giữa thập niên 1980. Sau thành công của thương vụ F-7M với Trung Quốc đầu thập niên 1980, Anh đưa ra một gói nâng cấp cao hơn nhằm cải thiện hiệu năng của F-7M, gói nâng cấp này gồm cả động cơ turbofan General Electric F404 hoặc Pratt & Whitney PW 1120. Radar có thể là loại Red Fox, một phiên bản đóng gói của radar Blue Fox trang bị trên Sea Harrier FRS Mk 1, hoặc Emerson AN/APG-69. Dù các thử nghiệm radar đã thành công, nhưng gói nâng cấp bị từ chối trước khi thử nghiệm động cơ được tiến hành, vì chi phí cho một động cơ và một radar lớn hơn so với 1 chiếc J-7 mới (2 triệu USD tính theo thời giá năm 1984). Tên gọi Super-7, được giữ lại để dùng cho loại tiêm kích hạng nhẹ FC-1 / JF-17.
- F-7S Saber II – Phương án thay thế cho Super-7. F-7M sẽ được Grumman Corporation thiết kế lại cho Không quân Pakistan. Lối dẫn không khí chuyển sang hai bên, radar là loại General Electric AN/APG-67 trang bị trên F-20 Tigershark. Chương trình bị chấm dứt do Sự kiện Thiên An Môn năm 1989.

## Quốc gia sử dụng

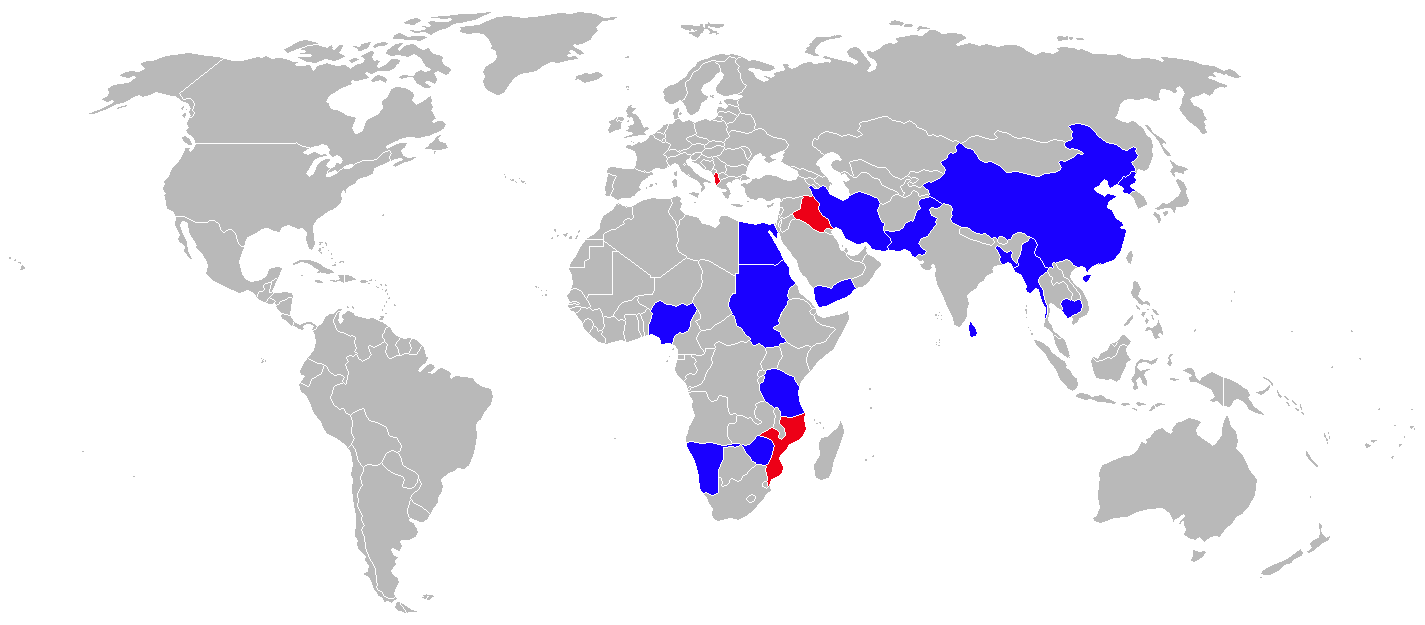
Các quốc gia sử dụng Chengdu J-7 tính đến năm 2010 (ngừng sử dụng màu đỏ)

### Vẫn đang sử dụng
Bangladesh
- Không quân Bangladesh: 23× F-7MB/BG tính đến tháng 2/2011.[36]

 Trung Quốc
- Không quân Quân giải phóng nhân dân Trung Hoa: 290× J-7 cộng với 40× JJ-7 huấn luyện hiện vẫn đang hoạt động tính đến tháng 2/2011.[36]
- Không quân Hải quân Quân giải phóng nhân dân Trung Hoa: 30× J-7D/E hiện vẫn đang hoạt động tính đến tháng 2/2011.[36]

 Ai Cập
- Không quân Ai Cập: 74 chiếc F-7[37], nghỉ hưu dần từ năm 2010.

 Iran
- Không quân Cộng hòa Hồi giáo Iran: 21 F-7 và FT-6.[38]

 Myanmar
- Không quân Myanmar: 25× F-7M và 6× FT-7 hiện vẫn đang hoạt động tính đến tháng 2/2011.[36]

 Namibia
- Không quân Namibia: 6 chiếc F-7 và 2 chiếc FT-7, 8 F-7NG đang đặt hàng.[39]

 Nigeria
- Không quân Nigeria: 12 F-7 và 2 FT-7.[40]

 CHDCND Triều Tiên
- Không quân Bắc Triều Tiên: 180× F-7 hiện vẫn đang hoạt động tính đến tháng 2/2011.[36]

 Pakistan
- Không quân Pakistan: 144× F-7P/PG (sẽ bị JF-17 thay thế từ năm 2015) cộng 7× FT-7 hiện vẫn đang hoạt động tính đến tháng 2/2011.[36]

 Sri Lanka
- Không quân Sri Lanka: 9× F-7/GS/BS và 1× FT-7 hiện vẫn đang hoạt động tính đến tháng 2/2011.[36] 13 received, 1 crashed.

 Sudan
- Không quân Sudan: 20 F-7.[41]

 Tanzania
- Không quân Tanzania: 11 F-7.[42]

 Yemen
- Không quân Yemen:

 Zimbabwe
- Không quân Zimbabwe: 7 chiếc F-7[43]

 Campuchia
- Không quân Hoàng gia campuchia

### Ngừng sử dụng
Albania
- Không quân Albania: 12 F-7A phục vụ trong giai đoạn 1979-2004, nâng cấp trong thập niên 1980, đã ngừng hoạt động.[44][45][46]

 Mozambique
- Không quân Mozambique

 Iraq
- Không quân Iraq

## Tính năng kỹ chiến thuật (J-7MG)
Dữ liệu lấy từ "Jane's All The World's Aircraft 2003–2004"

### Đặc điểm riêng
- Tổ lái: 1
- Chiều dài: 14,885 m (48 ft 10 in)
- Sải cánh: 8,32 m (27 ft 3½ in)
- Chiều cao: 4,11 m (13 ft 5½ in)
- Diện tích cánh: 24,88 m² (267,8 ft²)
- Trọng lượng rỗng: 5.292 kg (11.667 lb)
- Trọng lượng có tải: 7.540 kg (16.620 lb) (2 tên lửa không đối không PL-2 hoặc PL-7)
- Trọng lượng cất cánh tối đa: 9.100 kg (20.062 lb)
- Động cơ: 1 động cơ tuabin đốt tăng lực Liyang Wopen-13F, lực đẩy 44,1 kN (9.921 lbf), đốt tăng lực 64,7 kN (14.550 lbf)

### Hiệu suất bay
- Vận tốc cực đại: Mach 2,0 (~2.200 km/h, 648 knots, 745 mph)
- Bán kính chiến đấu: 850 km (459 nmi, 528 mi) (nhiệm vụ kiểm soát không phận, 2 tên lửa không đối không và 3 thùng dầu phụ)
- Tầm bay: 2.200 km (1.187 nmi, 1.367 mi)
- Trần bay: 17.500 m (57.420 ft)
- Vận tốc lên cao: 195 m/s (38.386 ft/phút)

### Vũ khí
- 2 pháo 30 mm Type 30-1, 60 viên mỗi khẩu.
- 5 giá treo: 4 dưới cánh, 1 giữa thân, mang tổng cộng 2000 kg.[48]
- Rocket: thùng rocket 55 mm (12 đạn), 90mm (7 đạn).
- Tên lửa không đối không PL-2, PL-5, PL-7, PL-8, PL-9, Magic R.550, AIM-9.
- Bom: từ 50 tới 500 kg.

### Hệ thống điện tử
- Radar FIAR Grifo-7 mk.II

### Máy bay có cùng sự phát triển
- Mikoyan-Gurevich MiG-21
- Guizhou JL-9